# Produce 101 (сезон 2)
Produce 101 Сезон 2 (кор. 프로듀스 101 시즌 2) — це південнокорейське танцювально-співоче талант-шоу, яке мало на меті сформувати чоловічий гурт. Основною ідеєю телешоу, як і в попередньому сезоні, є зосередження уваги на глядачах («національних продюсерів»), які формують фінальний склад гурту на основі своїх бажань. У фіналі було сформавано гурт, Wanna One, контракт якого було підписано на 1,5 років.

## Учасники
| Компанія                      | Ім'я учасника | Компанія                    | Ім'я учасника |
| ----------------------------- | ------------- | --------------------------- | ------------- |
| C2K Ent                       | Кім Сон Лі    | Brand New Music             | Пак У Джін    |
| C9 Entertainment              | Пе Чін Йон    | Brand New Music             | Лі Те Хві     |
| CS Entertainment              | Чо Чін Хьонн  | Brand New Music             | Кім Тон Хьон  |
| Cube                          | Лай Куанлінь  | Brand New Music             | Лім Йон Мін   |
| Cube                          | Ю Сон Хо      | Brave Entertainment         | Кім Семюель   |
| FNC Entertainment             | Ю Хве Син     | Blessing                    | Ю Чін Вон     |
| GON Ent                       | Хон Ин Ґі     | Blessing                    | Ім У Хьок     |
| HF Music Company              | Пак У Дам     | STARROAD Entertainment      | Такада Кента  |
| HF Music Company              | У Чін Йон     | Starship Entertainment      | Лі Кван Хьон  |
| HF Music Company              | Чон Вон Чхоль | Starship Entertainment      | Чон Се Ун     |
| HF Music Company              | Чо Йон Ґин    | Ardor & Apple Entertainment | Ха Сон Ун     |
| HIM Entertainment             | Пак Сон У     | Ardor & Apple Entertainment | Но Тхе Хьон   |
| I.ONE Entertainment           | Кім Йон Ґук   | STL Entertainment           | Чхве Чун Йон  |
| I.ONE Entertainment           | Нам Юн Сон    | S How Entertainment         | Кім Нам Хьон  |
| I.ONE Entertainment           | Ю Хо Йон      | S How Entertainment         | Чон Тон Су    |
| I.ONE Entertainment           | Чхве Хий Су   | FENT                        | Лі Чун У      |
| IMX                           | Чо Кю Мін     | ONO Entertainment           | Чан Мун Бок   |
| IT Entertainment              | Лі Со Ґю      | Wayz Company                | Чон Чун Джі   |
| IT Entertainment              | Хан Мін Хо    | Widmay Entertainment        | Кім Є Хьон    |
| K Tigers                      | Пьон Хьон Мін | Yuehua Entertainment        | Ан Хьон Соп   |
| MMO Entertainment             | Кан Даніель   | Yuehua Entertainment        | Лі Ий Ун      |
| MMO Entertainment             | Юн Чі Сон     | Yuehua Entertainment        | Джастін       |
| MMO Entertainment             | Кім Че Хан    | Yuehua Entertainment        | Чжу Чжен Тін  |
| MMO Entertainment             | Чу Чін У      | Yuehua Entertainment        | Чхве Син Хьок |
| MMO Entertainment             | Чхве Тхе Ун   | Wings Entertainment         | Кім Йон Джін  |
| OUI Entertainment             | Кім Тон Хан   | Jellyfish                   | Юн Хий Сок    |
| OUI Entertainment             | Чан Те Хьон   | Gini Stars Entertainment    | Кім То Хьон   |
| OUI Entertainment             | Чо Сон Ук     | Gini Stars Entertainment    | Пак Хий Сок   |
| RBW                           | Сон Тон Мьон  | Gini Stars Entertainment    | Ван Мін Хьок  |
| RBW                           | Йо Хван Ун    | GNI Entertainment           | Чон Сі Хьон   |
| RBW                           | Лі Гон Мін    | Choon Entertainment         | Кім Сі Хьон   |
| RBW                           | Лі Кон Хі     | Choon Entertainment         | Кім Йон Ґук   |
| RBW                           | Чхве Че У     | Cre.ker Entertainment       | Чу Хак Ньон   |
| THEVIBE Label                 | Кім Тхе Дон   | Kiwi Media Group            | Кім Тон Бін   |
| THEVIBE Label                 | Сон Хьон У    | Totalset Entertainment      | Ю Кьон Мок    |
| THEVIBE Label                 | Юн Че Чхан    | 2Able Company               | Чу Вон Тхак   |
| THEVIBE Label                 | Ха Мін Хо     | fantagio                    | Он Сон У      |
| WH Creative                   | Со Сон Хьок   | Pan Entertainment           | Лі Чі Хан     |
| YG KPLUS                      | Квон Хьон Бін | Pledis Entertainment        | Хван Мін Хьон |
| YG KPLUS                      | Кім Хьон У    | Pledis Entertainment        | Кан Тон Хо    |
| YG KPLUS                      | Лі Ху Лім     | Pledis Entertainment        | Кім Чон Хьон  |
| YG KPLUS                      | Чон Хьо Джун  | Pledis Entertainment        | Чхве Мін Ґі   |
| Narda Entertainment           | Кім Тхе У     | Hanahreum Company           | Кім Тхе Мін   |
| Namoo Actors                  | Лі Ю Джін     | Hunus Entertainment         | Кім Сан Ґюн   |
| Jackie Chan Group Korea Label | Кім Чхан Юль  | 2Y Entertainment            | Лі Кі Вон     |
| Jackie Chan Group Korea Label | Чхве Ха Дон   | Індивідуальні стажери       | Кім Че Хван   |
| Maroo                         | Пак Чі Хун    | Індивідуальні стажери       | Кім Спн Бін   |
| Maroo                         | Квон Хьоп     | Індивідуальні стажери       | Кім Чхан      |
| Maroo                         | Хан Чун Йон   | Індивідуальні стажери       | Лі Ін Су      |
| Media Line                    | Лі У Джін     | Індивідуальні стажери       | Чхве Тон Ха   |
| Banana                        | Юн Йон Бін    |                             |               |

## Дискографія
| PRODUCE 101 - 나야 나 (Pick Me) | PRODUCE 101 - 나야 나 (Pick Me) | PRODUCE 101 - 나야 나 (Pick Me) | PRODUCE 101 - 나야 나 (Pick Me) |
| #                               | Назва                           | Виконавець                      | Тривалість                      |
| ------------------------------- | ------------------------------- | ------------------------------- | ------------------------------- |
| 1.                              | «나야 나 (Pick Me)»             | PRODUCE 101                     | 4:07                            |

| PRODUCE 101 - 나야 나 (Pick Me) (Piano ver.) | PRODUCE 101 - 나야 나 (Pick Me) (Piano ver.) | PRODUCE 101 - 나야 나 (Pick Me) (Piano ver.) | PRODUCE 101 - 나야 나 (Pick Me) (Piano ver.) |
| #                                            | Назва                                        | Виконавець                                   | Тривалість                                   |
| -------------------------------------------- | -------------------------------------------- | -------------------------------------------- | -------------------------------------------- |
| 1.                                           | «나야 나 (Pick Me) (Piano ver.)»             | PRODUCE 48                                   | 3:23                                         |

| PRODUCE 101 - 35 Girls 5 Concepts | PRODUCE 101 - 35 Girls 5 Concepts | PRODUCE 101 - 35 Girls 5 Concepts | PRODUCE 101 - 35 Girls 5 Concepts |
| #                                 | Назва                             | Виконавець                        | Тривалість                        |
| --------------------------------- | --------------------------------- | --------------------------------- | --------------------------------- |
| 1.                                | «Show Time»                       | It's                              | 3:10                              |
| 2.                                | «I Know You Know»                 | Boys Under The Moon               | 3:07                              |
| 3.                                | «Open Up»                         | Knock                             | 3:30                              |
| 4.                                | «Oh Little Girl»                  | Slate                             | 3:21                              |
| 5.                                | «Never»                           | Sons of People                    | 3:16                              |

| PRODUCE 101 - Final | PRODUCE 101 - Final | PRODUCE 101 - Final | PRODUCE 101 - Final |
| #                   | Назва               | Виконавець          | Тривалість          |
| ------------------- | ------------------- | ------------------- | ------------------- |
| 1.                  | «Hands on me»       | PRODUCE 101         | 4:11                |
| 2.                  | «Super hot»         | PRODUCE 101         | 3:57                |
| 3.                  | «Always»            | PRODUCE 101         | 4:01                |

## Рейтинги
Найнижчі рейтинги позначені синім кольором, а найвищі — червоним кольором.
| Номер #          | Дата показу      | Середня загальна кількість переглядів | Середня загальна кількість переглядів |
| Номер #          | Дата показу      | AGB Nielsen                           | AGB Nielsen                           |
| Номер #          | Дата показу      | Загальнонаціональні                   | Сеул                                  |
| ---------------- | ---------------- | ------------------------------------- | ------------------------------------- |
| 1                | 7 квітня 2017    | 1,638 %                               | 1,606 %                               |
| 2                | 14 квітня 2017   | 1,912 %                               | 1,972 %                               |
| 3                | 21 квітня 2017   | 2,260 %                               | 2,142 %                               |
| 4                | 28 квітня 2017   | 2,321 %                               | 2,392 %                               |
| 5                | 5 травня 2017    | 3,001 %                               | 2,746 %                               |
| 6                | 12 травня 2017   | 3,054 %                               | 2,779 %                               |
| 7                | 19 травня 2017   | 3,096 %                               | 3,166 %                               |
| 8                | 26 травня 2017   | 3,275 %                               | 3,361 %                               |
| 9                | 2 червня 2017    | 2,966 %                               | 2,514 %                               |
| 10               | 9 червня 2017    | 3,927 %                               | 4,147 %                               |
| 11               | 16 червня 2017   | 5,197 %                               | 5,088 %                               |
| Середнє значення | Середнє значення | 2,968 %                               | 2,901 %                               |